# Gruppo Sportivo Motori Alimentatori Trasformatori Elettrici Roma 1944-1945
Questa voce raccoglie le informazioni riguardanti la Motori Alimentatori Trasformatori Elettrici Roma nelle competizioni ufficiali della stagione 1944-1945.

## Rosa
| N. |                   | Ruolo | Calciatore        |
| -- | ----------------- | ----- | ----------------- |
|    | Italia (bandiera) | P     | Massarelli        |
|    | Italia (bandiera) | P     | Gervasi           |
|    | Italia (bandiera) | D     | Lido Loveri       |
|    | Italia (bandiera) | D     | Sabatini          |
|    | Italia (bandiera) | D     | Giovannini        |
|    | Italia (bandiera) | C     | Giulio Liberati   |
|    | Italia (bandiera) | C     | Roccasecca II     |
|    | Italia (bandiera) | C     | Romolo Sforza     |
|    | Italia (bandiera) | C     | Giovanni Battioni |

| N. |                   | Ruolo | Calciatore        |
| -- | ----------------- | ----- | ----------------- |
|    | Italia (bandiera) | C     | Nicola Pieri      |
|    | Italia (bandiera) | C     | Alberto Bruni     |
|    | Italia (bandiera) | A     | Armando Preti     |
|    | Italia (bandiera) | A     | Marcello Pieri    |
|    | Italia (bandiera) | A     | Fulvio Bernardini |
|    | Italia (bandiera) | A     | Bianchi           |
|    | Italia (bandiera) | A     | Rossi             |
|    | Italia (bandiera) | A     | Otello Trombetta  |